# Хомичени (Њамц)
Хомичени (рум. Homiceni) насеље је у Румунији у округу Њамц у општини Баргауани. Oпштина се налази на надморској висини од 249 m.

## Становништво
Према подацима из 2002. године у насељу је живело 101 становника, од којих су сви румунске националности.